# Fingers Inc.

Fingers Inc., aussi connu sous le nom de Fingers, est un groupe de house de Chicago.

## Biographie
Fingers, Inc.  est composé du célèbre producteur Larry Heard dit Mr. Fingers et des chanteurs Robert Owens et Ron Wilson. Le groupe s'est fait connaitre pour ses quelques morceaux de deep house, pionniers de leur genre, réalisés au milieu des années 1980. Parmi eux Mystery Of Love, Can You Feel It, et la fameuse réplique de son remix vocal Let there be house!, et Bring Down The Walls, qui apparaissent dans de nombreuses compilations house. Certains des titres de Fingers, Inc. sont attribués à Larry Heard, aussi connu sous le nom de Mr. Fingers. Quant à Ron Wilson, il est également connu pour son travail dans les groupes de Chicago house des années 1980.

## Discographie

### Album studio
- Another Side (1988)

### Singles
- "Bring Down the Walls" (1985)
- "A Path" (1986)
- "It's Over" (1986)
- "Mystery of Love" (1986)
- "A Love of My Own" (1987)
- "Distant Planet" (1987)
- "I'm Strong" (1987)
- "Can You Feel It" (1988)
- "So Glad" (1988)
- "Never No More Lonely" (1989)